# Calliste à joues rousses
Tangara rufigenis
Espèce
Statut de conservation UICN

 LC  : Préoccupation mineure
Le Calliste à joues rousses (Tangara rufigenis) est une espèce de passereaux appartenant à la famille des Thraupidae. D'après Alan P. Peterson, c'est une espèce monotypique. 

## Répartition
Cet oiseau vit dans la cordillère de la Costa (Venezuela).